# 梅斯基特 (新墨西哥州)
梅斯基特（英語：Mesquite）是位於美國新墨西哥州唐娜安娜縣的普查規定居民點。

## 人口
根據2020年美國人口普查的數據，梅斯基特的面積為2.12平方千米，皆為陸地。當地共有人口984人，而人口密度為每平方千米464.15人。